# 木耳镇 (卓尼县)
木耳镇，是中华人民共和国甘肃省甘南藏族自治州卓尼县下辖的一个乡镇级行政单位。

## 行政区划
木耳镇下辖以下地区：
吾固村、七车村、出纳村、多坝村、秋古村、博峪村、木耳村、叶儿村、寺古多村、冰崖村和麻地湾村。